# Jean-Herbert Austin
Jean-Herbert Austin   (Port-au-Prince, 23 de febrer de 1950) fou un futbolista haitià de la dècada de 1970.
Participà amb la selecció d'Haití a la Copa del Món de futbol de 1974 però no disputà cap partit.
Pel que fa a clubs, destacà a la Universitat de Nova York i a Violette AC.